# Le invasioni barbariche (programma televisivo)
Le invasioni barbariche è stato un programma televisivo italiano di genere talk show e rotocalco, in onda su LA7, curato e condotto da Daria Bignardi. La prima puntata è andata in onda il 20 aprile 2005. Con il passaggio della sua conduttrice a Rai 2, il programma si è interrotto nel 2008, per poi riprendere nell'ottobre 2010.
Il giorno di programmazione è cambiato nel corso degli anni. Nella prima stagione il programma è andato in onda al mercoledì, per poi occupare stabilmente i venerdì sera della rete sino alla stagione del 2013 quando è tornato ad essere trasmesso di mercoledì. Le prime sei puntate della stagione 2014 invece sono state trasmesse il venerdì prendendo il posto dello show Crozza nel Paese delle Meraviglie, mentre le seguenti sono andate in onda il mercoledì sera occupando lo spazio che era stato sino ad allora del talk La gabbia.

## La trasmissione
La trasmissione era un talk show caratterizzato principalmente da quattro interviste a personaggi del mondo della politica, dello spettacolo e della cultura.
A partire dall'ottobre 2010 è presente come ospite fisso in ogni puntata il cantante Morgan fino alla fine dell'anno, lo stesso anno viene creata la rubrica di opinione Barbaricamente, che viene affidata prima alla scrittrice vincitrice del Premio Campiello Michela Murgia e poi a partire dal 2011 alla giornalista Adele Cambria. Nella prima parte del 2011 è presente in apertura di ogni puntata il giornalista Beppe Severgnini, che commenta con Bignardi gli eventi della settimana. Un altro ospite ricorrente della stagione è la comica Alessandra Faiella, spesso presente nel dibattito di costume.
Nel 2013 arriva Geppi Cucciari come curatrice della copertina di puntata solo per quell'edizione.

## Edizioni
| Edizione | Conduzione     | Periodo           | Periodo          | Puntate | Giorno di messa in onda | Collection       |
| Edizione | Conduzione     | Inizio            | Fine             | Puntate | Giorno di messa in onda | Collection       |
| -------- | -------------- | ----------------- | ---------------- | ------- | ----------------------- | ---------------- |
| 1ª       | Daria Bignardi | 20 aprile 2005    | 8 giugno 2005    | 8       | mercoledì               | Non trasmessa    |
| 2ª       | Daria Bignardi | 20 ottobre 2006   | 22 dicembre 2006 | 10      | venerdì                 | 29 dicembre 2006 |
| 3ª       | Daria Bignardi | 28 settembre 2007 | 14 dicembre 2007 | 12      | venerdì                 | Non trasmessa    |
| 4ª       | Daria Bignardi | 10 ottobre 2008   | 12 dicembre 2008 | 10      | venerdì                 | 19 dicembre 2008 |
| 5ª       | Daria Bignardi | 1º ottobre 2010   | 17 dicembre 2010 | 11      | venerdì                 | Non trasmessa    |
| 6ª       | Daria Bignardi | 4 marzo 2011      | 15 aprile 2011   | 7       | venerdì                 | 22 aprile 2011   |
| 7ª       | Daria Bignardi | 20 gennaio 2012   | 13 aprile 2012   | 12      | venerdì                 | Non trasmessa    |
| 8ª       | Daria Bignardi | 23 gennaio 2013   | 17 aprile 2013   | 12      | mercoledì               | 24 aprile 2013   |
| 9ª       | Daria Bignardi | 17 gennaio 2014   | 9 aprile 2014    | 12      | venerdì e mercoledì     | Non trasmessa    |
| 10ª      | Daria Bignardi | 14 gennaio 2015   | 25 marzo 2015    | 10      | mercoledì e giovedì     | Non trasmessa    |

### 2006
| Puntata        | Messa in onda    | Telespettatori | Share | Fonte  |
| -------------- | ---------------- | -------------- | ----- | ------ |
| 1              | 20 ottobre 2006  | 782.000        | 3,78% | [ 2 ]  |
| 2              | 27 ottobre 2006  | 994.000        | 4,98% | [ 3 ]  |
| 3              | 3 novembre 2006  | 846.000        | 4,45% | [ 4 ]  |
| 4              | 10 novembre 2006 | 810.000        | 4,24% | [ 5 ]  |
| 5              | 17 novembre 2006 | 800.000        | 4,07% | [ 6 ]  |
| 6              | 24 novembre 2006 | 752.000        | 4,04% | [ 7 ]  |
| 7              | 1º dicembre 2006 | 746.000        | 3,88% | [ 8 ]  |
| 8              | 8 dicembre 2006  | 727.000        | 3,88% | [ 9 ]  |
| 9              | 15 dicembre 2006 | 865.000        | 4,53% | [ 10 ] |
| 10             | 22 dicembre 2006 | 782.000        | 4,31% | [ 11 ] |
| Media stagione | Media stagione   | 810.400        | 3,83% | N.D.   |
|                |                  |                |       |        |
| Collection     | 29 dicembre 2006 | 627.000        | 3,35% | [ 12 ] |

- L'ultima puntata del 29 dicembre 2006 riguarda il meglio di questa edizione (Le invasioni Barbariche - Collection)

### 2007
| Puntata        | Messa in onda     | Telespettatori | Share | Fonte  |
| -------------- | ----------------- | -------------- | ----- | ------ |
| 1              | 28 settembre 2007 | 589.000        | 3,40% | [ 13 ] |
| 2              | 5 ottobre 2007    | 633.000        | 3,31% | [ 14 ] |
| 3              | 12 ottobre 2007   | 587.000        | 3,20% | [ 15 ] |
| 4              | 19 ottobre 2007   | 658.000        | 3,45% | [ 16 ] |
| 5              | 26 ottobre 2007   | 544.000        | 2,74% | [ 17 ] |
| 6              | 2 novembre 2007   | 630.000        | 3,14% | [ 18 ] |
| 7              | 9 novembre 2007   | 694.000        | 3,54% | [ 19 ] |
| 8              | 16 novembre 2007  |                |       |        |
| 9              | 23 novembre 2007  |                |       |        |
| 10             | 30 novembre 2007  |                |       |        |
| 11             | 7 dicembre 2007   |                |       |        |
| 12             | 14 dicembre 2007  |                |       |        |
| Media stagione | Media stagione    |                |       | N.D.   |

### 2008
| Puntata        | Messa in onda    | Telespettatori | Share | Fonte  |
| -------------- | ---------------- | -------------- | ----- | ------ |
| 1              | 10 ottobre 2008  |                |       |        |
| 2              | 17 ottobre 2008  |                |       |        |
| 3              | 24 ottobre 2008  |                |       |        |
| 4              | 31 ottobre 2008  |                |       |        |
| 5              | 7 novembre 2008  |                |       |        |
| 6              | 14 novembre 2008 |                |       |        |
| 7              | 21 novembre 2008 | 818.000        | 3,89% | [ 20 ] |
| 8              | 28 novembre 2008 | 917.000        | 4,19% | [ 21 ] |
| 9              | 5 dicembre 2008  |                |       |        |
| 10             | 12 dicembre 2008 | 765.000        | 3,55% | [ 22 ] |
| Media stagione | Media stagione   |                |       | N.D.   |
| Collection     | 19 dicembre 2008 |                |       |        |

### 2010
| Puntata        | Messa in onda    | Telespettatori | Share |
| -------------- | ---------------- | -------------- | ----- |
| 1              | 1º ottobre 2010  | 992.000        | 4,71% |
| 2              | 8 ottobre 2010   | 931.000        | 4,50% |
| 3              | 22 ottobre 2010  | 839.000        | 3,95% |
| 4              | 29 ottobre 2010  | 1.086.000      | 5,03% |
| 5              | 5 novembre 2010  | 1.001.000      | 4,64% |
| 6              | 12 novembre 2010 | 1.131.000      | 5,17% |
| 7              | 19 novembre 2010 | 911.000        | 4,03% |
| 8              | 26 novembre 2010 | 874.000        | 3,98% |
| 9              | 3 dicembre 2010  | 599.000        | 2,94% |
| 10             | 10 dicembre 2010 | 899.000        | 4,04% |
| 11             | 17 dicembre 2010 | 732.000        | 3,55% |
| Media stagione | Media stagione   | 909.000        | 4,23% |

### 2011
| Puntata        | Messa in onda  | Telespettatori | Share |
| -------------- | -------------- | -------------- | ----- |
| 1              | 4 marzo 2011   | 899.000        | 4,06% |
| 2              | 11 marzo 2011  | 699.000        | 3,23% |
| 3              | 18 marzo 2011  | 887.000        | 4,13% |
| 4              | 25 marzo 2011  | 742.000        | 3,66% |
| 5              | 1º aprile 2011 | 1.146.000      | 5,27% |
| 6              | 8 aprile 2011  | 954.000        | 4,66% |
| 7              | 15 aprile 2011 |                |       |
| Media stagione | Media stagione | 888.000        | 4,17% |
|                |                |                |       |
| Collection     | 22 aprile 2011 | 542.000        | 2,90% |

- L'ultima puntata del 22 aprile 2011 riguarda il meglio di questa edizione (Le invasioni Barbariche - Collection)

### 2012
| Puntata        | Messa in onda    | Telespettatori | Share |
| -------------- | ---------------- | -------------- | ----- |
| 1              | 20 gennaio 2012  | 1.023.000      | 4,48% |
| 2              | 27 gennaio 2012  | 771.000        | 3,43% |
| 3              | 3 febbraio 2012  | 1.096.000      | 4,53% |
| 4              | 10 febbraio 2012 | 1.087.000      | 4,38% |
| 5              | 24 febbraio 2012 | 928.000        | 4,11% |
| 6              | 2 marzo 2012     | 854.000        | 3,98% |
| 7              | 9 marzo 2012     | 714.000        | 3,25% |
| 8              | 16 marzo 2012    | 622.000        | 2,91% |
| 9              | 23 marzo 2012    | 798.000        | 3,76% |
| 10             | 30 marzo 2012    | 797.000        | 3,74% |
| 11             | 6 aprile 2012    | 848.000        | 4,24% |
| 12             | 13 aprile 2012   | 981.000        | 4,49% |
| Media stagione | Media stagione   | 877.000        | 3,94% |

### 2013
| Puntata        | Messa in onda    | Telespettatori | Share | Ospiti |
| -------------- | ---------------- | -------------- | ----- | --- |
| 1              | 23 gennaio 2013  | 1.165.000      | 4,91% | Matteo Renzi, Lorenzo Amurri, Carlo Cracco, Bruno Barbieri, Joe Bastianich, Tiziano Ferro                                                                 |
| 2              | 30 gennaio 2013  | 1.407.000      | 5.85% | Beppe Severgnini, Luna Berlusconi, Belén Rodríguez, Alex Schwazer, Arisa                                                                                  |
| 3              | 6 febbraio 2013  | 1.319.000      | 5,51% | Mario Monti, Massimo Gramellini, Victoria Cabello, Giulio Berruti                                                                                         |
| 4              | 20 febbraio 2013 | 1.073.000      | 4,55% | Oscar Giannino, Mauro Pagani, Virginia Raffaele, Max Giusti, Annalisa                                                                                     |
| 5              | 27 febbraio 2013 | 1.154.000      | 4,79% | Enrico Mentana, Antonio Socci, Kasia Smutniak, Chiara, i concorrenti di MasterChef Italia 2 Maurizio Rosazza, Paola Galloni, Marika Elefante, Ivan Iurato |
| 6              | 6 marzo 2013     | 1.118.000      | 4,84% | Vittorio Feltri, Pippo Civati, Giusy Versace, Raoul Bova, Marco Giallini, Edoardo Leo, Luca Bizzarri, Paolo Kessisoglu, Filippo Timi                      |
| 7              | 13 marzo 2013    | 935.000        | 4,44% | Gianluigi Nuzzi, Concita De Gregorio, Chiara Amirante, Rosario Crocetta, Nicola Savino, Gad Lerner, Corrado Formigli, Giulio Anselmi                      |
| 8              | 20 marzo 2013    | 1.138.000      | 4,95% | Natalia Aspesi, Federico Pizzarotti, Chiara Geloni, Oscar Farinetti, Lea T, Claudio Bisio                                                                 |
| 9              | 27 marzo 2013    | 1.298.000      | 5,86% | Beppe Severgnini, Rosario Crocetta, Alfio Marchini, Franco e Andrea Antonello, Renato Zero, Riccardo Gazzaniga                                            |
| 10             | 3 aprile 2013    | 1.010.000      | 4,23% | Michela Marzano, Serena Dandini, Maccio Capatonda, Paola Ferrari, Suor Anna Nobili, Sebastiano Mauri                                                      |
| 11             | 10 aprile 2013   | 890.000        | 3,77% | Luigi Zingales, Gianna Nannini, Enrico Brignano, Dario Franceschini, Marc Batard, Barbara D'Urso                                                          |
| 12             | 17 aprile 2013   | 1.444.000      | 6,55% | Matteo Renzi, Alessandro Benetton, Roberto Saviano, Elio e le Storie Tese                                                                                 |
| Media stagione | Media stagione   | 1.163.000      | 5,02% | N.D. |
|                |                  |                |       | |
| Collection     | 24 aprile 2013   | 543.000        | 2,43% | |

- La puntata del 13 marzo non ha visto interviste singole, ma è stata un talk riguardante l'elezione del nuovo papa.
- L'ultima puntata riguarda il meglio di questa edizione (Le Invasioni Barbariche Collection).

### 2014
| Puntata        | Messa in onda    | Telespettatori | Share | Fonte  | Ospiti |
| -------------- | ---------------- | -------------- | ----- | ------ | --- |
| 1              | 17 gennaio 2014  | 1.268.000      | 5,59% | [ 23 ] | Matteo Renzi, Mika, Valeria Bruni Tedeschi, Fabio Volo, Dario Fo                                                                                   |
| 2              | 24 gennaio 2014  | 953.000        | 4,23% | [ 24 ] | Matteo Salvini, le figlie di Cécile Kyenge Giulia e Maisha, Michele Serra, Michele Bravi, Mago Silvan, Giorgia, Ale e Franz                        |
| 3              | 31 gennaio 2014  | 1.182.000      | 5,24% | [ 25 ] | Alessandro Di Battista, Corrado Augias, Taiye Selasi, Andrea Delogu, Carlo Cracco, Barbara d'Urso                                                  |
| 4              | 7 febbraio 2014  | 1.077.000      | 4,86% | [ 26 ] | Pier Ferdinando Casini, Stefano Menichini, Beppe Severgnini, Marcello Fois, Carlo Giuseppe Gabardini, Belén Rodríguez, Giulio Scarpati             |
| 5              | 14 febbraio 2014 | 1.189.000      | 5,53% | [ 27 ] | Enrico Mentana, Debora Serracchiani, Sergio Staino, Laura Pausini, Lella Costa, Paolo Calabresi, Alessia Marcuzzi, Carlo Verdone, Paola Cortellesi |
| 6              | 28 febbraio 2014 | 763.000        | 3,50% | [ 29 ] | Pippo Civati, Paola De Pin, Alessio Boni, Luisa Ranieri, Enrico Ruggeri, Francesca Del Rosso, Noemi, Fabio De Luigi, Lidia Bastianich              |
| 7              | 5 marzo 2014     | 887.000        | 3,81% | [ 30 ] | Beppe Severgnini, Stefano Rodotà, Arisa, Gianluigi Paragone, Bruno Barbieri, Geppi Cucciari, Vasco Brondi                                          |
| 8              | 12 marzo 2014    | 908.000        | 4,00% | [ 31 ] | Maria Elena Boschi, Luca Ricolfi, Guido Maria Brera, Ornella Vanoni, Renzo Rubino, Mara Venier, Claudio Amendola                                   |
| 9              | 19 marzo 2014    | 769.000        | 3,14% | [ 32 ] | Roberta Pinotti, Corrado Augias, Violetta Bellocchio, Flavio Briatore                                                                              |
| 10             | 26 marzo 2014    | 737.000        | 3,10% | [ 33 ] | Giuliano Poletti, Giovanni Floris, Livia Travia e Paolo Tumolo di Hotel 6 Stelle, Al Bano, Veronica Pivetti, Fabrizio Gifuni, Enrico Bertolino     |
| 11             | 2 aprile 2014    | 888.000        | 4,00% |        | Massimo Cacciari, Gianluca Busato, Edoardo Sylos Labini, Ivan Scalfarotto, Pif, Ambra Angiolini, Morgan                                            |
| 12             | 9 aprile 2014    | 693.000        | 3,07% |        | Massimo D'Alema, Rudi Garcia, Beppe Severgnini, Diogo e Tito Mainardi, Pippo Baudo, Chiara Francini                                                |
| Media stagione | Media stagione   | 943.000        | 4,17% | N.D.   | N.D. |

### 2015
| Puntata | Messa in onda    | Telespettatori | Share | Fonte  | Ospiti |
| ------- | ---------------- | -------------- | ----- | ------ | --- |
| 1       | 14 gennaio 2015  | 830.000        | 3,82% | [ 34 ] | Matteo Renzi, Gipi, Chiara Stoppa, Fedez, Lucia Annibali, Gabriele Muccino                                                                  |
| 2       | 21 gennaio 2015  | 582.000        | 2,55% | [ 35 ] | Giuliano Ferrara, Silvia Layla Olivetti, Lilian Thuram, Dario Argento, Joe Bastianich, Alfonso Signorini                                    |
| 3       | 28 gennaio 2015  | 800.000        | 3,60% | [ 36 ] | Bruno Vespa, Giulia Innocenzi, Stefania Pezzopane, Simone Coccia Colaiuta, Fabio Volo, Valeria Golino, Milly Carlucci, Geppi Cucciari, Elio |
| 4       | 4 febbraio 2015  | 746.000        | 3,33% | [ 37 ] | Alessandra Sardoni, Paolo Celata, Enrico Mentana, Dino Zoff, Corrado Augias, Caterina Simonsen, Marco D'Amore, Simona Ventura               |
| 5       | 18 febbraio 2015 | 666.000        | 3,05% | [ 38 ] | Marianna Madia, Beppe Severgnini, Edi Rama, Nek, Alessandro Cattelan, Arisa                                                                 |
| 6       | 26 febbraio 2015 | 641.000        | 2,87% |        | Vittorio Sgarbi, Yang Shi, Silvio Muccino, Barbara d'Urso, Malika Ayane, Nino Frassica                                                      |
| 7       | 4 marzo 2015     | 697.000        | 3,22% |        | Emma Bonino, Matteo Salvini, Gessica Ametrano, Ornella Muti, Flavio Insinna, Riccardo Scamarcio, Valentina Lodovini                         |
| 8       | 11 marzo 2015    | 459.000        | 2,12% |        | Francesco Scianna, Adriana Asti, Giorgio Ferrara, Sebastiano Mauri, Bruno Barbieri, Nicola Savino, Valeria Marini                           |
| 9       | 18 marzo 2015    | 537.000        | 2,52% | [ 39 ] | Maurizio Landini, Philippe Daverio, Victoria Cabello, Carolina Kostner, Ale e Franz, Adriana Asti e Giorgio Ferrara, Piero Fassino          |
| 10      | 25 marzo 2015    | 633.000        | 2,93% |        | Umberto Veronesi, Nina Zilli, Frank Matano, Dario Fo, Luca Zingaretti, Mirko Soffritti, Patric Walton                                       |

## Riconoscimenti
Nel gennaio 2007, Le invasioni barbariche riceve il Telegatto come miglior trasmissione televisiva nella categoria "Informazione e approfondimento". Si tratta del primo telegatto assegnato ad una trasmissione di LA7.

## Sigla
La sigla animata dell'edizione del 2010 è stata realizzata dal fumettista Gipi; la canzone che la accompagna è T.V. Eye degli Stooges.